# Transparenz-Register
Das Transparenz-Register wurde auf Grundlage eines internen Abkommens zwischen Europäischem Parlament (EP) und Europäischer Kommission (Kommission) geschaffen und am 23. Juni 2011 eingeführt.
Dadurch soll die Tätigkeit (Lobbyismus) von Interessensvertretern auf europäischer Ebene, mit denen Exekutive oder Legislative beeinflusst werden könnten, erfasst und kontrolliert werden und für den Unionsbürger (der Zivilgesellschaft) Informationen darüber bereitgestellt werden. Dadurch soll auch der Dialog von politischen Entscheidungsträgern in Europa offen und transparent erfolgen.

## Rechtliche Grundlage
Vereinbarungen zwischen dem Europäischen Parlament und der Europäischen Kommission über die Einrichtung und Betrieb eines Transparenz-Registers für Organisationen und selbstständige Einzelpersonen, die sich mit der Gestaltung und Umsetzung von EU-Politik befassen. Diese Vereinbarungen erfassen auch den  Europäischen Wirtschaftsraum.

## Verantwortlichkeit und Transparenz-Registersekretariat
„Die Generalsekretäre des Europäischen Parlaments und der Europäischen Kommission sind für die Überwachung des Systems und für alle wesentlichen operationellen Aspekte verantwortlich und ergreifen im gegenseitigen Einvernehmen alle zur Umsetzung dieser Vereinbarung erforderlichen Maßnahmen.“

Die Dienststellen des Europäischen Parlaments und der Europäischen Kommission schaffen

„[…] eine gemeinsame Verwaltungsstruktur mit der Bezeichnung ‚das gemeinsame Transparenz-Registersekretariat‘. Dieses besteht aus einer Gruppe von Beamten des Europäischen Parlaments (GD-Präsidentschaft – Referat Transparenz) und der Europäischen Kommission (Generalsekretariat der Europäischen Kommission – Referat Transparenz) auf der Grundlage einer Vereinbarung zwischen den zuständigen Dienststellen. Das gemeinsame Transparenz-Registersekretariat wird von einem Referatsleiter im Generalsekretariat der Europäischen Kommission koordiniert (Leiter des Referats Transparenz des Generalsekretariats der Europäischen Kommission). Zu seinen Aufgaben gehört auch die Umsetzung von Maßnahmen, die zur inhaltlichen Qualität des Registers beitragen.“

Das Sekretariat nahm seine Tätigkeit am 1. Juli 2011 auf.

## Grundsätze des Registers

### Historische Grundlagen
Grundlage für das aktuelle Transparenz-Register waren die bereits vorhandenen einschlägige Registrierungssysteme des Europäischen Parlaments (1996) und der Europäischen Kommission (Juni 2008).
Insbesondere aufgrund der fortlaufenden Stärkung des  Europäischen Parlaments – beispielsweise und vor allem durch den Vertrag von Lissabon- galt es dem  EP mehr Aufmerksamkeit zu schenken, da es ebendiese von einer zunehmenden Zahl von  Interessenvertretern erhielt. s.

### Vorrang des Unionsprimärrechts, Verhältnismäßigkeit und Nichtdiskriminierung
Bei der Einrichtung und dem Betrieb des Registers werden die allgemeinen Grundsätze des Unionsrechts, einschließlich der Grundsätze der Verhältnismäßigkeit und der Nichtdiskriminierung bzw. Gleichbehandlung, geachtet.
Alle vergleichbaren Tätigkeiten der Ausübenden werden in vergleichbarer Weise zu behandeln, und einheitliche Bedingungen für die Registrierung von Organisationen und selbstständigen Einzelpersonen, die sich mit der Gestaltung und Umsetzung von EU-Politik befassen, geschaffen.

### Grundsatz des freien Mandates und Achtung politischer Parteien
Bei der Einrichtung und dem Betrieb des Registers werden die Rechte der Mitglieder des Europäischen Parlaments im Hinblick auf die uneingeschränkte Ausübung ihres Mandats geachtet, und der Zugang der Bürger aus den Wahlkreisen der Mitglieder zu den Gebäuden des Europäischen Parlaments wird nicht behindert.

„Die Einrichtung und der Betrieb des Registers wirken sich nicht nachteilig auf die Zuständigkeiten oder Vorrechte der Parteien oder auf deren jeweilige Organisationsgewalt aus.“

## Struktur des Registers
Das Transparenz-Register umfasst:
- Leitlinien zu:
  - dem Anwendungsbereich des Registers, zulässigen Tätigkeiten und Ausnahmen;
  - den Kategorien, die für die Registrierung zur Verfügung stehen;[15]
  - den Informationen, die von sich registrierenden Organisationen und Einzelpersonen verlangt werden, einschließlich der finanziellen Offenlegungspflichten;[16]
- einen Verhaltenskodex;[17]
- ein Beschwerdeverfahren sowie Maßnahmen, die im Falle der Nichteinhaltung des Verhaltenskodex anzuwenden sind, einschließlich des Verfahrens für die Untersuchung und Bearbeitung von Beschwerden.[18]

### Registerungskategorien
Die Registrierungskategorie wird von den zu Registrierenden bei der Anmeldung in der Transparenzdatenbank selbst gewählt.
| Kategorie I   | Beratungsfirmen                                                   | Anwaltskanzleien                                | Selbständige Berater |                                |
| Kategorie II  | Unternehmen und Unternehmensgruppen                               | Gewerbe-, Wirtschafts- und Berufsverbände       | Gewerkschaften       | Andere ähnliche Organisationen |
| Kategorie III | Nichtregierungsorganisationen, Plattformen und Netzwerke o. Ä.    |                                                 |                      |                                |
| Kategorie IV  | Denkfabriken und Forschungseinrichtungen                          | Hochschuleinrichtungen                          |                      |                                |
| Kategorie V   | Organisationen, die Kirchen und Religionsgemeinschaften vertreten |                                                 |                      |                                |
| Kategorie VI  | Lokale, regionale und kommunale Behörden (subnationale Ebene)     | Andere öffentliche oder gemischte Einrichtungen |                      |                                |

### Registrierungsstand (Juli 2020)
Dem offiziellen, das Transparenz-Register betreffende Portal der Europäischen Union, ist eine Anzahl angemeldeter Interessenvertreter in Höhe von 11.827 (29. Juli 2020; 2011: 7058) zu entnehmen. Den Großteil derer stellen mit 6271 (2011: 3796) Eintragungen In-House-Lobbyisten, Gewerbe- und Berufsverbände dar. Mit 3170 (2011: 1839) Eintragungen folgen Nicht-Regierungsorganisationen vor Denkfabriken, Forschungs- und Hochschuleinrichtungen (2020:904; 2011:506) und Beratungsfirmen/Anwaltskanzleien/selbstständige Berater (2020: 847; 2011: 877) sowie „Organisationen, die lokale, regionale und kommunale Behörden, andere öffentliche oder gemischte Einrichtungen vertreten“ (2020: 576; 2011: 325).
| Die wichtigsten Länder   | Register vorhanden?                  | öffentlich | nicht öffentlich                   |
| ------------------------ | ------------------------------------ | ---------- | ---------------------------------- |
| Deutschland              | ja, seit 2017                        | seit 2020  |                                    |
| Luxemburg                | ja, seit 2019                        | seit 2019  |                                    |
| USA                      | nein, wurde im Jan. 2021 beschlossen |            | X                                  |
| Panama                   | ja, seit 2020                        |            | X                                  |
| Britische Jungferninseln | ja, seit 2017                        |            | soll bis Ende 2023 öffentlich sein |
| Bermuda                  | ja, seit den 1940er Jahren           |            | soll bis Ende 2023 öffentlich sein |
| Bahamas                  | ja, seit 2018                        |            | soll bis Ende 2023 öffentlich sein |
| Kaimaninseln             | ja, seit 2017                        |            | soll bis Ende 2023 öffentlich sein |
| Isle of Man              | ja, seit 2017                        |            | soll Ende 2023 öffentlich sein     |
| Jersey                   | ja, seit 1989                        |            | soll Ende 2023 öffentlich sein     |
| Guernsey                 | ja, seit 2017                        |            | soll Ende 2023 öffentlich sein     |
| Schweiz                  | nein                                 |            |                                    |
| Liechtenstein            | ja, seit 2019                        |            | nur mit berechtigtem Interesse     |
| Vereinigtes Königreich   | ja, seit 2016                        | seit 2016  |                                    |

Quellen: Transparency International, Stand April 2020, SZ Recherche

## Anwendungsbereich des Registers

### Grundsatz
Grundsätzlich fallen in den Anwendungsbereich des Transparenz-Registers „alle Tätigkeiten – sofern sie nicht in Teil IV aus dem Anwendungsbereich ausgeschlossen werden –, mit denen auf die Politikgestaltung oder -umsetzung und die Entscheidungsprozesse der EU-Organe unmittelbar oder mittelbar Einfluss genommen werden soll, unabhängig vom verwendeten Kommunikationskanal oder -medium, wie etwa Outsourcing, Medien, Aufträge für professionelle Mittler, Denkfabriken, Plattformen, Foren, Kampagnen oder Basisinitiativen. Zu diesen Tätigkeiten gehören unter anderem die Kontaktaufnahme zu Mitgliedern, Beamten oder sonstigen Bediensteten der EU-Organe, die Vorbereitung, Verbreitung und Übermittlung von Schreiben, Informationsmaterial und Diskussions- und Positionspapieren, die Organisation von Veranstaltungen, Treffen oder Werbemaßnahmen sowie gesellschaftlichen Veranstaltungen oder Tagungen, für die Einladungen an Mitglieder, Beamte oder sonstige Bedienstete der EU-Organe versendet wurden.
Freiwillige Zuwendungen und Beteiligung an formalen Konsultationen zu geplanten Gesetzgebungsakten und sonstigen Rechtsakten sowie anderen offenen Konsultationen fallen ebenfalls in den Anwendungsbereich“.
Es wird von allen Organisationen und selbstständigen Einzelpersonen – unabhängig von ihrem Rechtsstatus –, deren Tätigkeitsbereich in den Anwendungsbereich des Registers fällt, erwartet, dass sie sich registrieren lassen. „Netzwerken, Plattformen und anderen Formen kollektiver Tätigkeiten, die keinen Rechtsstatus und keine Rechtspersönlichkeit besitzen, die aber de facto eine Quelle organisierter Einflussnahme darstellen und deren Tätigkeitsbereich in den Anwendungsbereich des Registers fällt, wird erwartet, dass sie sich registrieren lassen. In derartigen Fällen sollten ihre Mitglieder einen unter ihnen bestimmen, der als verantwortlicher Ansprechpartner für ihre Beziehungen mit der Verwaltung des Registers fungiert“.

### Ausgenommene Tätigkeiten
- „Tätigkeiten im Zusammenhang mit Rechtsberatung oder sonstiger fachlicher Beratung, soweit sie mit der Ausübung des Grundrechts eines Mandanten auf ein faires Verfahren einschließlich des Rechts auf Verteidigung in Verwaltungsverfahren verbunden sind, wie sie von Rechtsanwälten oder Angehörigen anderer einschlägiger Berufsgruppen durchgeführt werden“.[24]
- „Tätigkeiten der Sozialpartner als Teilnehmer am sozialen Dialog (Gewerkschaften, Arbeitgeberverbände etc.), wenn diese die ihnen von den Verträgen zugewiesene Rolle wahrnehmen; dies gilt entsprechend für jede Organisation, der gemäß den Verträgen eine institutionelle Rolle zukommt“;[25]
- „Tätigkeiten aufgrund direkter und individueller Ersuchen von EU-Organen oder Mitgliedern des Europäischen Parlaments, wie ad hoc oder regelmäßig ergehende Ersuchen um Sachinformationen, Daten oder Fachwissen, und/oder individuelle Einladungen zu öffentlichen Anhörungen oder zur Mitwirkung in beratenden Ausschüssen oder in ähnlichen Foren“.[26]

### Ausgenommene Organisationen
- Regierungen der Mitgliedstaaten, Regierungen von Drittstaaten, internationalen zwischenstaatlichen Organisationen sowie deren diplomatischen Missionen;[27]
- Kirchen und Religionsgemeinschaften;[28]
- Politische Parteien;[29]
- Lokale, regionale und kommunale Behörden.[30]

Diese können sich registrieren lassen, teilweise ist dies auch ausdrücklich gewünscht.

## Registrierte Personen

### Verpflichtung der Registrierten
Die im Transparenzregister eingetragenen Personen und Organisationen müssen zustimmen,
- dass die von ihnen für die Aufnahme in das Register beigebrachten Informationen und vorgelegten Dokumente öffentlich gemacht werden;[32]
- in Einklang mit dem Verhaltenskodex zu handeln;

zudem die
- die Korrektheit der für die Aufnahme in das Register beigebrachten Informationen garantieren;
- den Verhaltenskodex bei einer Beschwerde gegen sich gelten lassen und die darin festgelegten Maßnahmen auf sich nehmen.

Jedermann kann gemäß dem in Anhang IV der Vereinbarung zwischen EP und Kommission (2011 und 2014) festgelegten Verfahren „eine durch konkrete Fakten untermauerte Beschwerde wegen vermuteter Nichteinhaltung des Verhaltenskodex einreichen“.

### Gründe für die Registrierung
Die Kommission hat vom 8. Juni bis zum 31. August 2012 eine öffentliche Konsultation zur Tätigkeit des Transparenzregisters durchgeführt. Es haben sich etwa 5 % der registrierten Personen (233) und 20 nicht registrierte Organisationen beteiligt. Dabei wurde folgendes festgestellt (Jahresbericht Transparenzregister 2012, S. 16):

„Eine große Mehrheit der Teilnehmer erklärt, sie habe sich im Transparenzregister hauptsächlich der Transparenz halber registriert (92 %). Außerdem möchten sie transparent und ethisch korrekt an die EU-Organe herantreten und sind der Ansicht, dass sich eine Registrierung positiv auf ihr Image auswirkt (93 %). Frühzeitige Hinweise auf öffentliche Anhörungen der Kommission (76 %) oder auf zeitliche Abläufe (69 %) sowie der Erhalt eines Zugangsausweises zum EP (66 %) wurden etwas weniger als wichtige Gründe genannt. Das Transparenzregister gilt folglich als wichtiges Instrument für die Wahrung demokratischer Grundsätze, aber auch für die Verbesserung des eigenen Ansehens. Mehrere horizontale Organisationen verwiesen auf die Leitlinien, die sie ausgearbeitet und ihren Mitgliedern bereitgestellt haben, um ihnen beim Registrierungsverfahren im Transparenzregister zu helfen. Dies zeigt, dass eines der Hauptziele des freiwilligen Registers, eine aussagekräftige Anzahl an Organisationen zu erreichen, die nach Treu und Glauben handeln, indem sie Angaben über sich machen und die Einhaltung eines gemeinsamen Verhaltenskodex zusagen, bald erreicht sein dürfte. Die Entscheidungsträger in der Öffentlichkeit und Bürgervereinigungen können sich im Gegenzug einen eigenen Reim auf Organisationen machen, die bewusst nicht im Transparenzregister vertreten sind.“

## Sanktionsmöglichkeiten bei Nichteinhaltung des Verhaltenskodex

### Maßnahmen
Als Maßnahmen bei Nichteinhaltung des Verhaltenskodex ist vorgesehen:
- Warnungen[35]
- Aussetzung der Registrierung
- die Streichung aus dem Register
- Einziehung der Zugangsausweise der betreffenden Person und gegebenenfalls ihrer Organisation für das Europäische Parlament.[36]

### Kritik
Obgleich die Transparenzregeln in der EU weitergehen als in vielen Mitgliedstaaten, wurde das Transparenz-Register wiederholt als zahnlos kritisiert. Zwar ist die Einschreibung in das Transparenz-Register mit Zugangsprivilegien zu den europäischen Institutionen und Entscheidungsträgern verbunden, verboten sind Treffen mit nicht registrierten Vertretern allerdings nicht. Auch ergaben Überprüfungen von Nichtregierungsorganisationen wiederholt, dass Interessenvertreter unvollständige und teils falsche Angaben im Register machen. Dem steht ein nur weicher Sanktionsmechanismus gegenüber, beispielsweise der Verlust des Zugangs zu den Gebäuden der EU. Prüfer des Europäischen Rechnungshofs (ECA) kritisierten das Transparenzregister der EU als unzureichend transparent und wiesen darauf hin, dass es nicht alle Lobbying-Aktivitäten abdeckt und die Registrierungsvorschriften nicht einheitlich durchgesetzt werden, was das Vertrauen der Öffentlichkeit verringert.
Des Weiteren wurde lange Zeit kritisiert, dass das Transparenz-Register lediglich Parlament und Kommission, nicht aber den Rat umfasste. Zudem seien die entsprechenden Regelungen in den drei Institutionen nicht einheitlich.
Im Hinblick auf die Veröffentlichungspflichten von Lobbytreffen durch Abgeordnete und Kommissare wird darüber hinaus kritisiert, dass diese Pflichten Mitarbeiter des Parlaments und der Kommission weitestgehend ausschließen und ein großer Teil der Abgeordneten nicht rechtlich verbindlich Lobbytreffen offenlegen muss. Bisher betrifft diese Pflicht im Parlament nur Berichterstatter, Schattenberichterstatter und Ausschussvorsitzende, wenn sie im Rahmen dieser Tätigkeiten Interessenvertreter treffen.
Diese Kritik wurde ab 2016 aufgegriffen, als ein Vorschlag für ein gemeinsames verbindliches Transparenz-Register vom Europäischen Parlament, dem Rat und der EU-Kommission vorgelegt wurde (siehe Verbindliches Transparenzregister).
Für Treffen mit Mitarbeitern der EU-Institutionen unterhalb der Ebene eines Generaldirektors benötigen Lobbyisten keine Registrierung.

## Jahresbericht und Statistiken
Die Generalsekretäre des Europäischen Parlaments und der Europäischen Kommission den verantwortlichen Vizepräsidenten des Europäischen Parlaments und der Europäischen Kommission legen jährlich einen Bericht über den Betrieb des Registers vor.
Grundlegende Statistiken aus der Datenbank des Registers werden regelmäßig auf der Europa-Website veröffentlicht und über eine nutzerfreundliche Suchmaschine zugänglich gemacht. „Der öffentlich zugängliche Inhalt dieser Datenbank wird auf Antrag in elektronischen, maschinenlesbaren Formaten zugänglich gemacht“.
Das gemeinsame Register wird spätestens zwei Jahre nach Aufnahme seines Betriebs überprüft.

## Einbeziehung anderer Organe und Einrichtungen der Europäischen Union und geplante Maßnahmen

### Rat und andere europäische Einrichtungen
„Der Europäische Rat und der Rat der Europäischen Union (Ministerrat) sind eingeladen, sich dem Register anzuschließen. Andere Organe, Einrichtungen und Stellen der Europäischen Union sind aufgefordert, dieses System als Referenzsystem für ihre eigene Zusammenarbeit mit Organisationen und selbstständigen Einzelpersonen, die sich mit der Gestaltung und Umsetzung von EU-Politik befassen, zu nutzen.“

Derzeit lässt der Rat der Europäischen Union noch keine Tendenz erkennen, sich dem Transparenz-Register anzuschließen (Der Rat nimmt seit 7. Juni 2012 als Beobachter des Generalsekretariats des Rates an den wöchentlichen Sitzungen des Sekretariats des gemeinsamen Transparenzregisters teil,).

### Verbindliches Transparenzregister
Das Europäische Parlament setzt sich weiterhin für eine verbindliche Registrierung bei der Durchführung von Lobbyarbeit ein. In seinem Bericht, welcher vom Plenum am 15. April 2014 angenommen wurde, über die Änderung der interinstitutionellen Vereinbarung über das Transparenz-Register, fordert es die EU-Kommission auf, bis Ende 2016 einen Legislativvorschlag für ein verbindliches Transparenzregister vorzulegen. Im nächsten Schritt ist nun vorgesehen, dass die Kommission und das Parlament die überarbeitete interinstitutionelle Vereinbarung unterzeichnen (siehe Annex des Berichts A7-0258/2014).
Die Europäische Kommission unter dem Kommissionspräsidenten, Jean-Claude Juncker, sollte gemäß dessen politischen Leitlinien vom 15. Juli 2014 einen neuen Ansatz vertreten:

„Ferner setze ich mich für größere Transparenz bei Kontakten mit Interessenträgern und Lobbyisten ein. Unsere Bürgerinnen und Bürger haben das Recht zu wissen, mit wem sich Kommissare und Kommissionsbedienstete, Mitglieder des Europäischen Parlaments oder Vertreter des Rates im Rahmen des Gesetzgebungsverfahrens treffen. Ich werde daher dem Parlament und dem Rat eine interinstitutionelle Vereinbarung über die Einrichtung eines verbindlichen Lobby-Registers für alle drei Organe vorschlagen. Die Kommission wird dabei mit gutem Beispiel vorangehen.“

Die Kommission hat am 1. März 2016 eine öffentliche Konsultation zu einem Vorschlag für ein verbindliches Transparenzregister eingeleitet, an der sich alle Unionsbürger beteiligen können. Am 28. September 2016 hat die Europäische Kommission wie geplant, eine interinstitutionelle Vereinbarung für ein verbindliches Transparenzregister mit Gültigkeit für den Rat, das Europäische Parlament und die Europäische Kommission vorgeschlagen.
Nachdem dem gemeinsamen und verbindlichen Register lange Zeit keine politische Priorität eingeräumt wurde, wurde am 15. Dezember 2020 vom Europäischen Parlament, der Kommission und dem Rat unter der deutschen Ratspräsidentschaft eine Vereinbarung zur Errichtung eines gemeinsamen Registers angenommen. Erstmals soll das Transparenz-Register auch den Rat einschließen und mit dem sogenannten Konditionalitätsprinzip (also der Bindung von Lobbytätigkeiten an die Eintragung im Transparenz-Register) eine de facto-Registrierungspflicht für alle drei Institutionen einführen.
Nichtregierungsorganisationen wie Transparency International EU kritisieren diese Wortwahl. Da jede EU-Institution weiterhin in Eigenregie festlegen kann, an welche Pflichten sie Zugangsrechte für Interessenvertreter bindet, wird eine Harmonisierung der Transparenzregeln verhindert. Wie also der Begriff des „verpflichtenden Registers“ konkret ausgelegt wird, entscheidet die jeweilige Institution selbst. Darüber hinaus kritisiert die Nichtregierungsorganisation Corporate Europe Observatory, dass die Ständigen Vertretungen der Mitgliedstaaten im Rat weiterhin nicht in den Anwendungsbereich des Transparenz-Registers fallen sollen (mit Ausnahme des Zeitraums, in denen der jeweilige Mitgliedstaat die Ratspräsidentschaft innehat sowie in den sechs vorhergehenden Monaten). Diese sind jedoch, so Corporate Europe Observatory, eines der größten Einfallstore für Lobbyisten. Des Weiteren werden Angestellte der Kommission und des Europäischen Parlaments weiterhin nicht hinreichend von den Transparenzregeln eingeschlossen.
Um den Differenzen zwischen den EU-Institutionen sowie den Umsetzungsschwächen der Transparenzregeln zu begegnen, soll fortan eine institutionsübergreifende und unabhängige Ethikbehörde (ethics body) eingesetzt werden.

### Ethikbehörde
Die institutionsübergreifende und unabhängige Ethikbehörde (ethics body) soll drei Schwächen der Transparenzregeln in der EU entgegenwirken: der mangelnden Durchsetzung der Regeln (u. a. aufgrund der Selbstregulierung der Institutionen), der Uneinheitlichkeit der Regeln in den europäischen Institutionen und dem Mangel an Bewusstsein für die bestehenden Regeln bei den Akteuren in den jeweiligen Institutionen. Eine solche Ethikbehörde wurde von allen Spitzenkandidaten der Wahlen zum Europäischen Parlament 2019 versprochen und schließlich von Kommissionspräsidentin Ursula von der Leyen bei ihrer Amtseinführung angekündigt.
Mit Stand von Ende März 2021 befindet sich die Initiative noch in der Verhandlungsphase im Ausschuss für konstitutionelle Fragen (AFCO) des Europaparlaments. Berichterstatter für die Ethikbehörde ist Daniel Freund (Die Grünen/EFA). Die Kernforderungen eines Berichtsentwurfs von Januar 2021 beinhalten die Einführung einer Behörde mit eigenen Kompetenzen zur Überwachung, Untersuchung, Durchsetzung und Sanktionierung im Falle von mutmaßlichen Interessenkonflikten, Folgebeschäftigungen in der Wirtschaft („Drehtür“) oder Verstößen gegen Offenlegungspflichten. Sie soll sowohl für Mitglieder als auch Angestellte der drei Institutionen (Parlament, Kommission und Rat) gelten. Sie soll aus neun Mitgliedern bestehen: drei sollen jeweils von Parlament und Kommission gewählt und drei aus den Reihen (ehemaliger) Mitglieder des EuGH, der Ombudsstelle oder des Rechnungshofs bestimmt werden.
Rechtlich soll die Ethikbehörde über eine interinstitutionelle Vereinbarung gegründet werden (Art. 295 AEUV) und für weitere Institutionen offenstehen.

### Legislativer Fußabdruck
Das Europäische Parlament hat sich in einer Abstimmung zur Änderung der Geschäftsordnung mehrheitlich dafür ausgesprochen, im Anhang von Berichten zu Gesetzestexten einen „legislativen Fußabdruck“ hinzuzufügen. Darin sollen alle Lobbyisten aufgelistet werden, die ein Abgeordneter bei seiner Arbeit an einem Gesetz kontaktiert haben.
Am 31. Januar 2019 verabschiedete das EU-Parlament verbindliche Regeln zur Transparenz der Lobbyarbeit. In einer Änderung seiner Geschäftsordnung bestimmte das Parlament, dass MdEPs, die an der Ausarbeitung und Verhandlung von Gesetzen beteiligt sind, ihre Sitzungen mit Lobbyisten online veröffentlichen müssen.